# Південний Комбо
Південний Комбо — один з 6 районів округу Західний Гамбії. Населення — 62 531 (2003). Фульбе — 7,12 %, мандінка — 52,47 %, 19,72 % — Діола (1993).